# Нида (плато)
Ни́да (греч. Oροπέδιο Νίδας) — плато в восточной части горного массива Ида на острове Крит. Самая нижняя точка плато расположена на высоте 1412 м. Длина плато с севера на юг составляет 3 км, с запада на восток — около 2 км.
В западной части плато расположен вход в знаменитую Идейскую пещеру, где по легенде вырос Зевс.

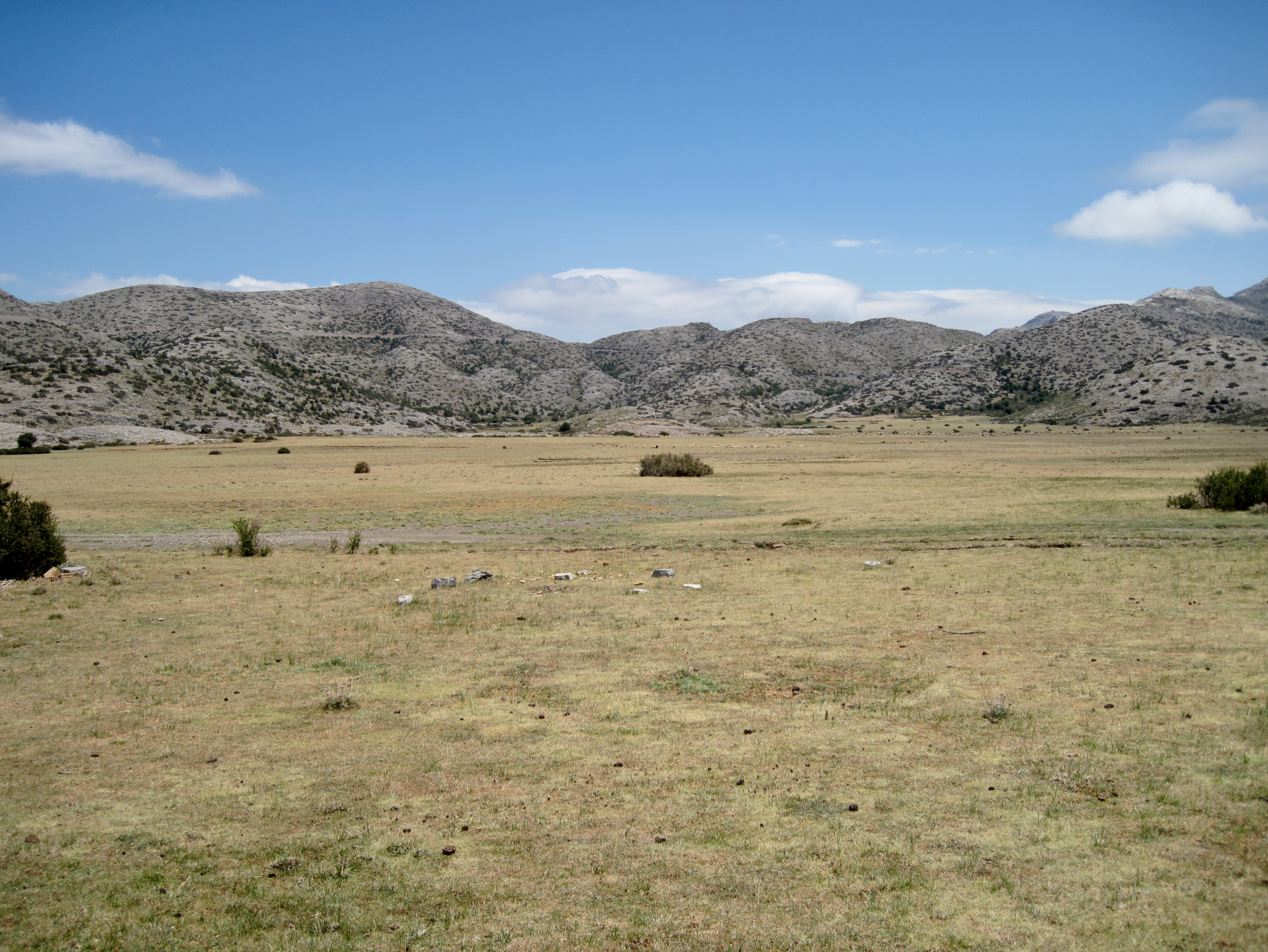
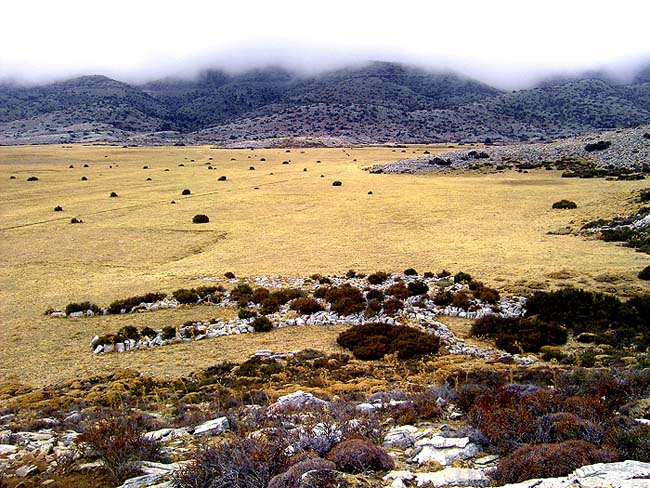

### Виртуальный тур
Виртуальный тур — 9 панорам 

- Виртуальный тур — Четыре вершины горы Ида (Псилоритис)